# Pennsylvania nella guerra di secessione americana

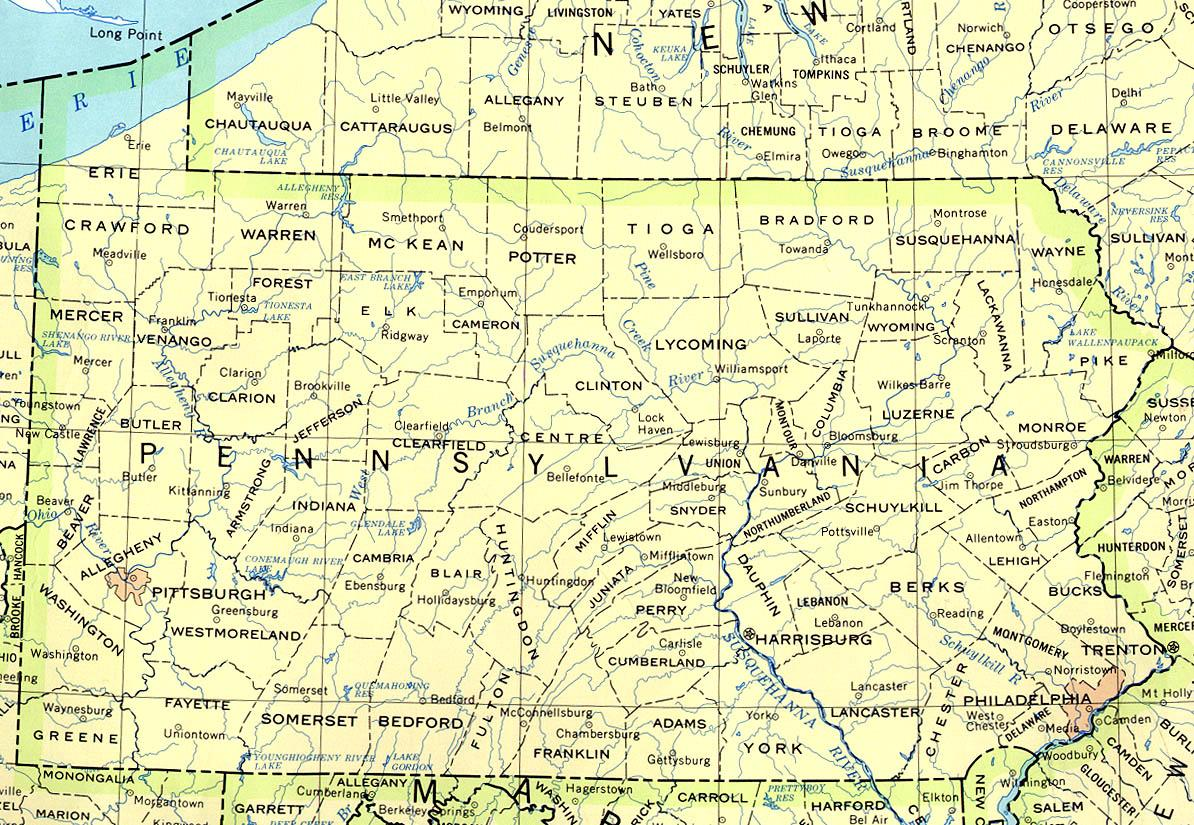
Mappa del territorio della Pennsylvania.

La Pennsylvania nella guerra di secessione americana svolse un ruolo fondamentale nell'ambito dell'Unione, rifornendo di una massiccia forza lavoro e manodopera sia militare che civile, attrezzature varie di tecnologia ed equipaggiamento militare ed infine una forte leadership sia al Governo federale della Presidenza di Abraham Lincoln che a quello statale.
Lo Stato federato reclutò e addestrò oltre 360.000 soldati per le Armate dell'Union Army e servì come una delle principali fonti per la produzione di artiglieria, armi di piccolo calibro, munizioni e corazzature per il nuovo stile rivoluzionario ed in rapida espansione di cannoniere e navi corazzate con blindature in ferro dell'Union Navy. La Phoenix Iron Works produsse da sola oltre un migliaio di cannoni di tutti i calibri; mentre il Frankford Arsenal divenne in breve tempo uno dei maggiori depositi e arsenali bellici.
Il territorio statale fu anche il teatro del più sanguinoso scontro della guerra civile, la battaglia di Gettysburg, che divenne celebre come un punto di svolta della guerra di secessione americana. Nel corso della Campagna di Gettysburg del 1863 si combatterono anche numerose battaglie e schermaglia minori, così come l'anno seguente - durante un'incursione della cavalleria confederata - si vide nuovamente in prima linea contro l'attacco sudista il quale culminerà nella messa a ferro e fuoco di Chambersburg.

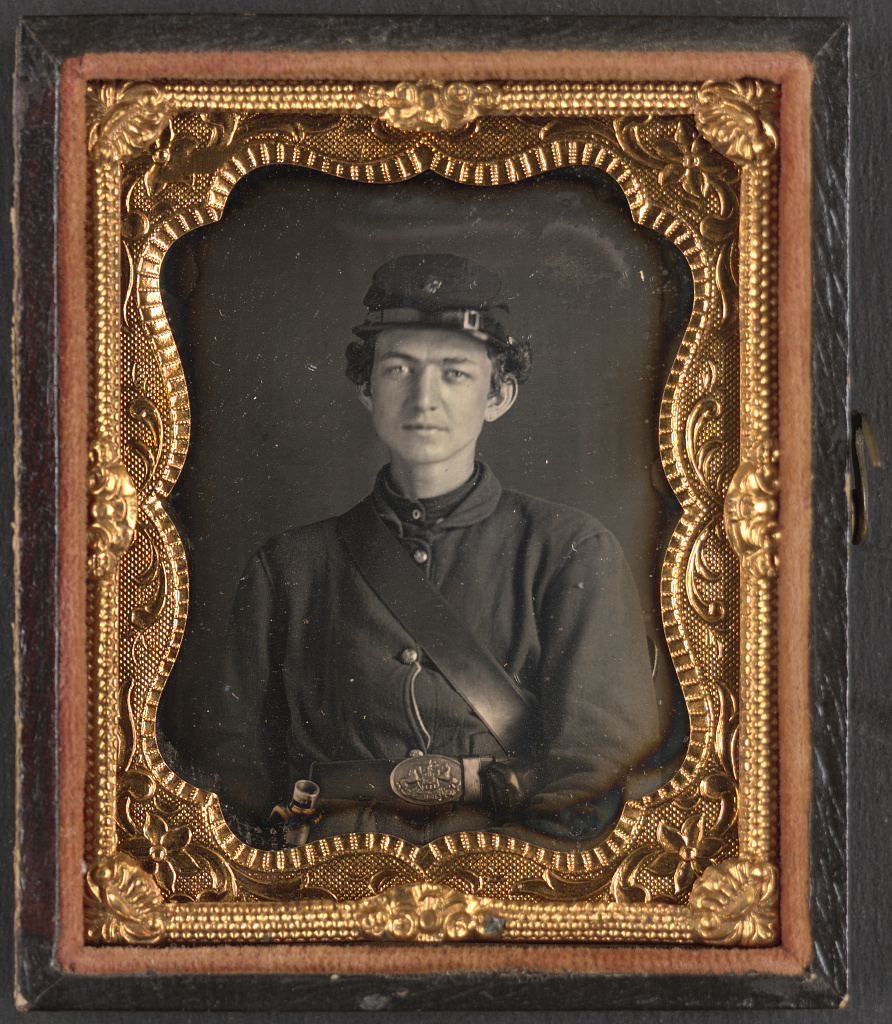
Soldato non identificato con l'uniforme della 119th Pennsylvania Volunteer Infantry.

La città industriale di York (Pennsylvania) sarà il più grande centro urbano a venire temporaneamente occupato dal Confederate States Army durante il conflitto.
Diversi leader federali di primo piano provennero dallo Stato. Tra i capi militari della Pennsylvania sono inclusi i generali unionisti George G. Meade (il vincitore della battaglia di Gettysburg e di Filadelfia), Winfield Scott Hancock, John Fulton Reynolds, l'ammiraglio David Dixon Porter e il Quartiermastro Generale dell'United States Army Montgomery Cunningham Meigs. Sebbene nato nella penisola iberica Meade visse gran parte della sua esistenza in Pennsylvania e venne sepolto a Filadelfia.
Anche i semplici cittadini avranno l'occasione di divenire protagonisti in qualità di personaggi politici (uno fra tutti il volontario sessantasettenne John Lawrence Burns); tra i civili vengono compresi il Segretario alla Guerra Simon Cameron e il membro della Camera dei Rappresentanti - nonché ardente fautore dell'abolizionismo negli Stati Uniti d'America - Thaddeus Stevens.
Uno sparuto numero di abitanti si unirà ai ranghi degli Stati Confederati d'America, tra cui John Clifford Pemberton (avversario di Ulysses S. Grant nella Campagna di Vicksburg) e Josiah Gorgas.

## Reclutamento dei soldati

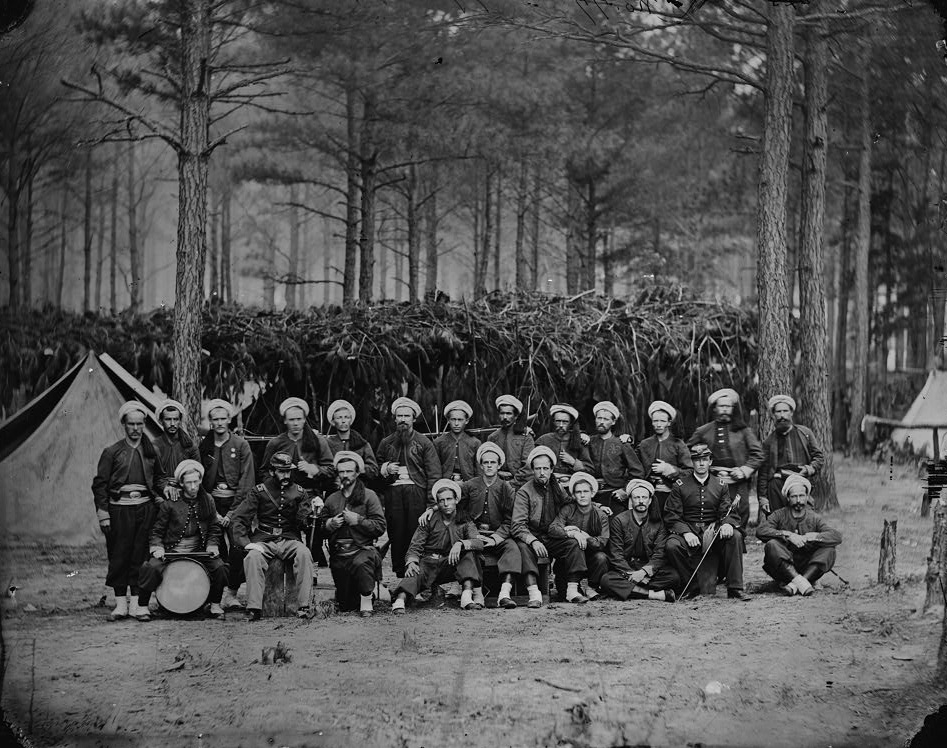
Compagnia H della 114th Pennsylvania Infantry degli zuavi in una foto di Timothy O'Sullivan.

Oltre 360.000 abitanti presteranno il loro servizio tra le file dell'esercito, più di qualsiasi altra regione del Nord tranne lo Stato di New York nella guerra di secessione americana; altri Stati inviarono proporzioni maggiori in percentuali riferite alla loro popolazione totale, ma non in numeri assoluti.
Cominciando la sua opera di mobilitazione con la prima richiesta di truppe avanzata dalla Presidenza di Abraham Lincoln e proseguendo per tutto il periodo bellico la Pennsylvania giungerà a radunare 215 reggimenti di fanteria, così come dozzine di reggimenti d'emergenza della milizia i quali vennero messi in campo per rispondere alle minacce d'invasione del biennio 1862-1863 da parte degli eserciti sudisti.

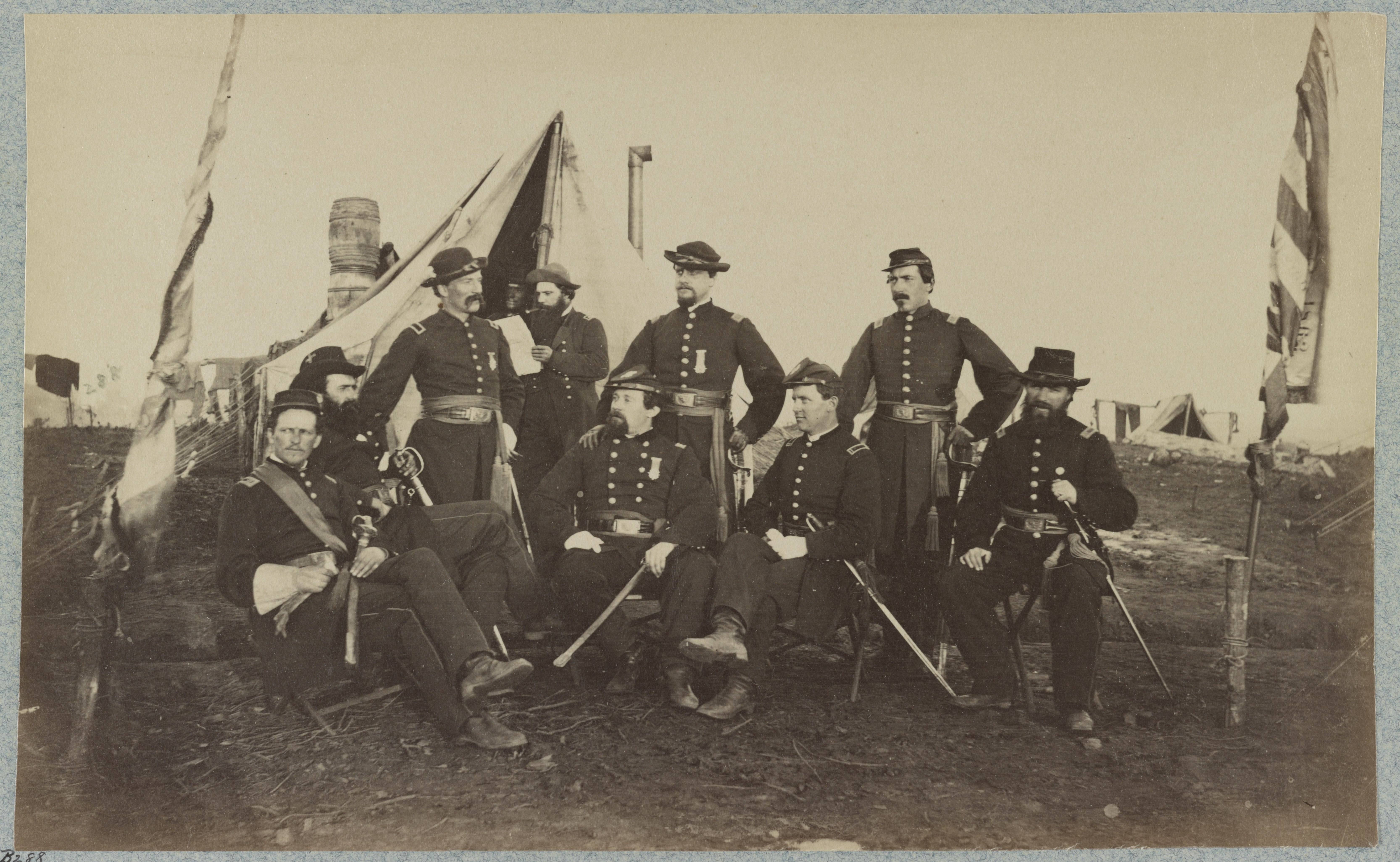
Ufficiali della 139th Pennsylvania Infantry.

Verranno infine organizzati anche 22 reggimenti di cavalleria, oltre a dozzine di batterie d'artiglieria leggera. La stragrande maggioranza dei soldati della Pennsylvania combatté nel quadro del Teatro Orientale, con solo il 10% circa che invece servì altrove.
I 13 reggimenti delle riserve della Pennsylvania combatterono come l'unica divisione di unità militare terrestre proveniente tutta da un unico Stato ed entrarono in azione nelle principali campagne e battaglie dell'Armata del Potomac.
Anche la brigata di Filadelfia costituì una rarità, in quanto tutti i suoi reggimenti vennero reclutati esclusivamente da una singola città. In una circostanza inusuale la borsa di Filadelfia sponsorizzò il 118th Regiment, Pennsylvania Volunteer Infantry il quale divenne così noto come "Corn Exchange Regimen".

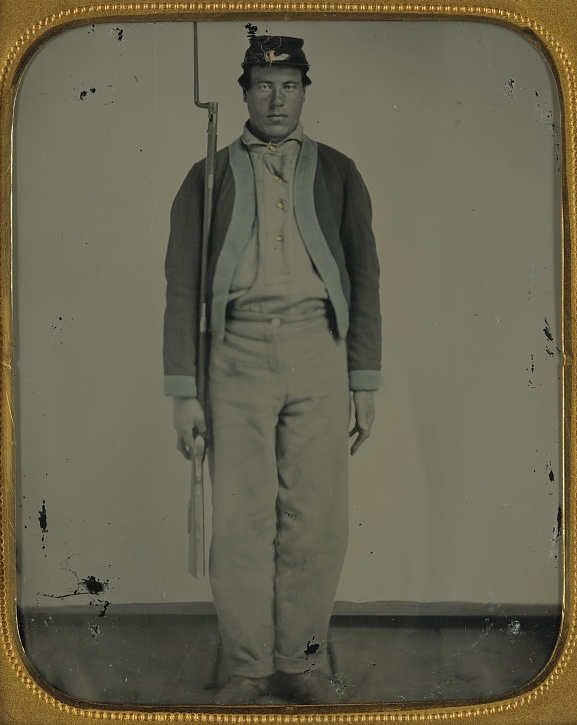
Un soldato non identificato del 76th Pennsylvania Infantry Regiment nell'uniforme da zuavi con moschetto e baionetta.

Il 47th Regiment, Pennsylvania Volunteer Infantry, uno dei reggimenti che inizialmente prestò servizio nel Teatro Occidentale e nel Teatro basso litoraneo, divenne l'unica formazione pennsylvana a combattere su entrambi i Fronti nel corso della Campagna del Red River del 1864 in tutta la Louisiana nella guerra di secessione americana; oltre che ad avere uomini confinati come prigionieri di guerra a Camp Ford, il più vasto campo di concentramento sudista posto ad Ovest del fiume Mississippi (nel Texas nella guerra di secessione americana).
Dopo che il 47° fece il suo ritorno nei campi del Teatro Orientale a luglio del 1864, questi partecipò al breve scontro di Snicker's Gap prima d'impegnarsi negli intensi combattimenti della Campagna della Valle dello Shenandoah (1864) diretta da Philip Henry Sheridan sui territori della Virginia nella guerra di secessione americana lavorando sulle prime linee della battaglia di Berryville, della terza battaglia di Winchester, della battaglia di Fisher's Hill e della battaglia di Cedar Creek.

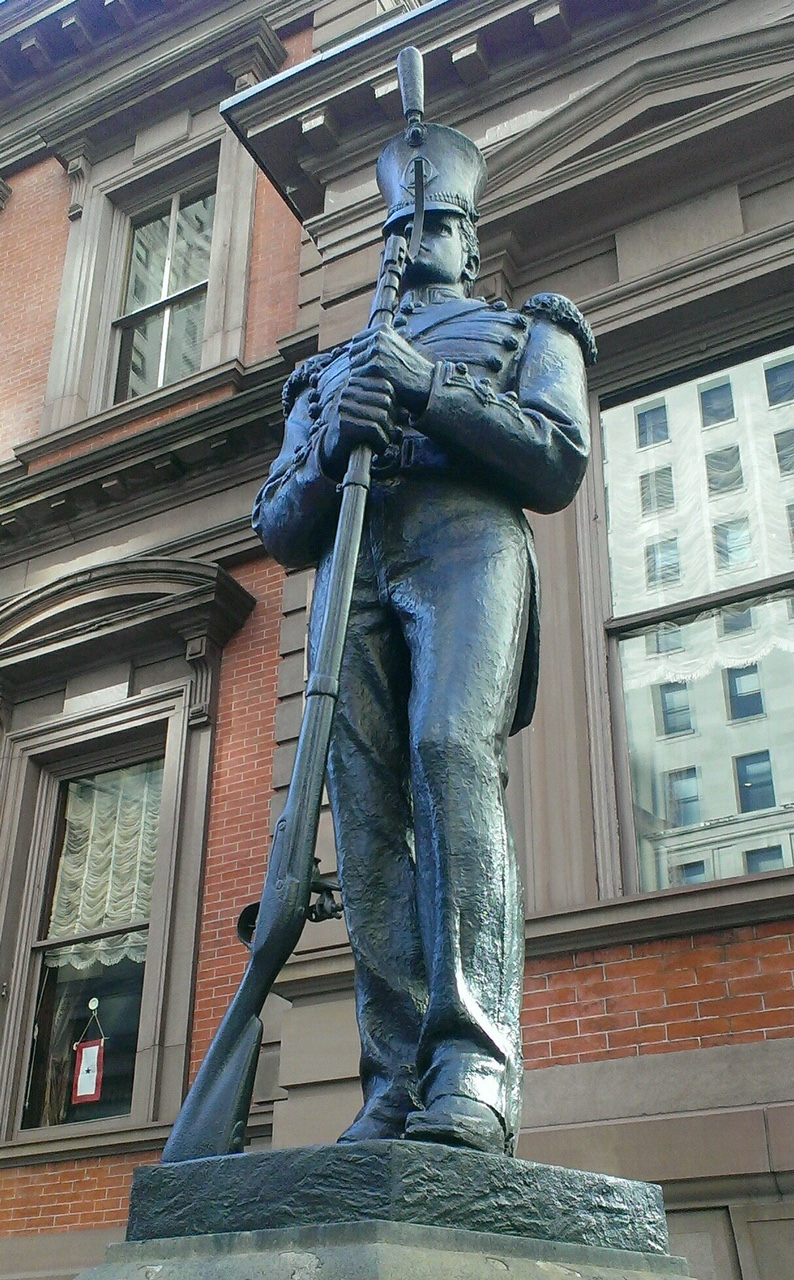
Il Washington Grays Monument dello scultore John Albert Wilson.

La maggior parte dei nuovi reggimenti statali furono organizzati ed addestrati nel "tentacolare" Camp Curtin nelle immediate vicinanze di Harrisburg, assieme a migliaia di soldati provenienti da altri Stati. Ulteriori significativi siti di formazione militare saranno quelli eretti nei pressi di Pittsburgh, Easton (Pennsylvania), Philadelphia e West Chester (Pennsylvania).
Oltre 100 soldati delle forze pennsylvane otterranno la Medal of Honor in merito alle azioni da loro intraprese nel corso della guerra. La Pennsylvania si classificò alla 1ª posizione nel numero di soldati afroamericani (8.612) arruolati nelle United States Colored Troops, arrivando a formare 11 reggimenti; la maggior parte di loro si allenerà a Camp William Penn (fondato nel 1863 a Nord di Filadelfia), l'unico campo utilizzato per addestrare esclusivamente le truppe di colore.
Tra i principali generali vi saranno - otre ai succitati Winfield S. Hancock e John F. Reynolds, anche Samuel Wylie Crawford, John White Geary e John Frederick Hartranft; questi ultimi avrebbero fatto un buon uso delle proprie carriere militari per poter entrare nella politica attiva alla conclusione della guerra di secessione americana fino a condurli alla guida dello Stato come governatore della Pennsylvania.
Herman Haupt, che comandò la United States Military Railroad, rivoluzionerà il settore dei trasporti nella storia militare degli Stati Uniti d'America, divenendo in tal modo uno dei fondamentali comandanti a rimanere dietro le quinte. Leader significativi dell'Union Navy saranno il succitato David D. Porter e il contrammiraglio John Adolphus Bernard Dahlgren.

## Materiale bellico e logistica
Lo Stato fu, come già osservato, un centro d'importanza critica per le materie prime indispensabili allo sforzo di guerra dell'Unione, in particolar modo per quanto concerne l'antracite; l'industria rifornì la totalità di questo "carbone senza fumo" per aiutare l'impegno bellico, così come la maggior parte del carbone bituminoso utilizzato anch'esso dagli apparati militari.
Quasi l'80% di tutto il ferro federale provenne dalle fonderie della Pennsylvania, oltre a quantità assai significative di farina, carne, prodotti alimentari di vario genere, tessuti e divise militari. La Valle del Cumberland si rivelò essere tra le regioni più fertili dedicate all'agricoltura, tanto che fornì grandi quantità di grano e cibo all'Union Army.

Mappa della Pennsylvania Railroad.

Le reti ferroviarie divennero presto fondamentali per il trasporto del materiale e delle truppe; di particolare importanza risulteranno essere la Baltimore & Ohio Railroad e la Pennsylvania Railroad, così come la Northern Central Railway la quale conduceva da Harrisburg a Baltimora e da qui a Washington.
La "Bethlehem Iron Works" (odierna Bethlehem Steel) produsse binari ferroviari e corazzature per le navi da battaglia dell'Union Navy. Il maggior produttore di pezzi d'artiglieria in ferro battuto fu la "Phoenix Iron Works" di Phoenixville operante nella Contea di Chester la quale, nel momento della sua massima espansione, produsse 53 fucili d'ordinanza alla settimana.
Le strutture imprenditoriali minori lavorarono sulle spade d'acciaio, ma anche su fucili e pistole, attrezzature da campo di vario genere, tende per accampamento ed altri oggetti usati dalle Armate federali, facendo così della Pennsylvania una delle fonti più importanti di rifornimenti governativi per l'intera durata del conflitto.

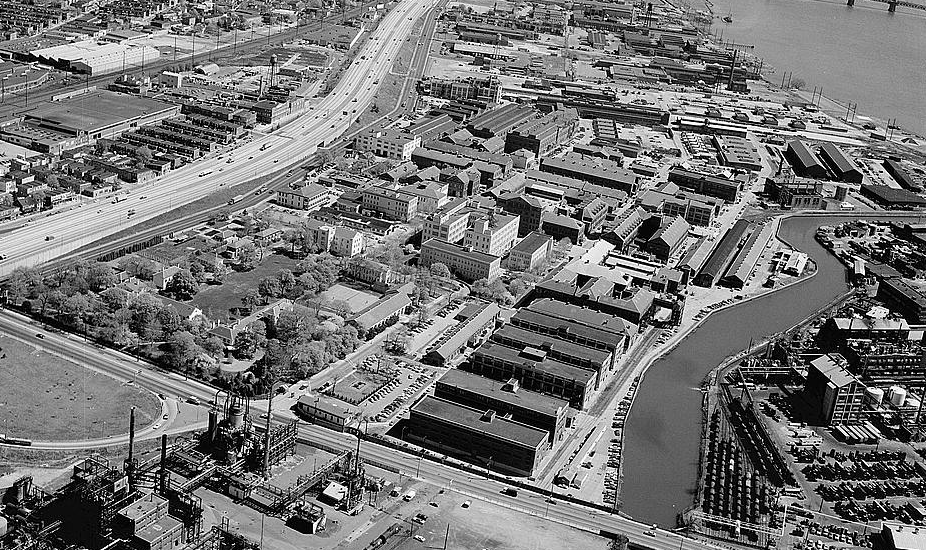
Veduta aerea del Frankford arsenal a Bridesburg.

Il territorio tutt'attorno a Filadelfia fu uno dei più grandi contributori allo sforzo bellico. Il Frankford arsenal fu una fonte vitale di armamenti di piccolo calibro, munizioni, proiettili d'artiglieria e micce a tempo sia per l'esercito federale che per la milizia statale.
Il Philadelphia Naval Shipyard provvide alla costruzione d'imbarcazioni di medio e piccolo cabotaggio, oltre ad occuparsi dell'arruolamento dei marinai e dei relativi rifornimenti; la stragrande maggioranza del carbone utilizzato dalla Marina per le sue navi da guerra nel Blocco dell'Unione provenne da miniere sotterranee sparse in diverse contee della regione più settentrionale.

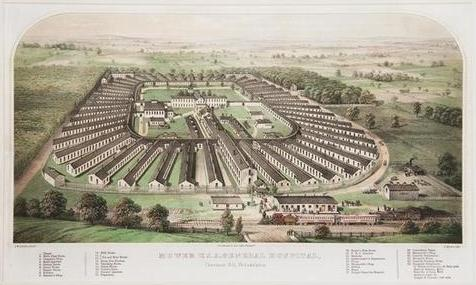
Litografia del Mower General Hospital nel 1863.

Il Satterlee General Hospital e il Mower General Hospital (entrambi situati alla periferia di Filadelfia) furono importanti ospedali militari e centri di riabilitazione, così come lo era l'"U.S. Army General Hospital" di York.

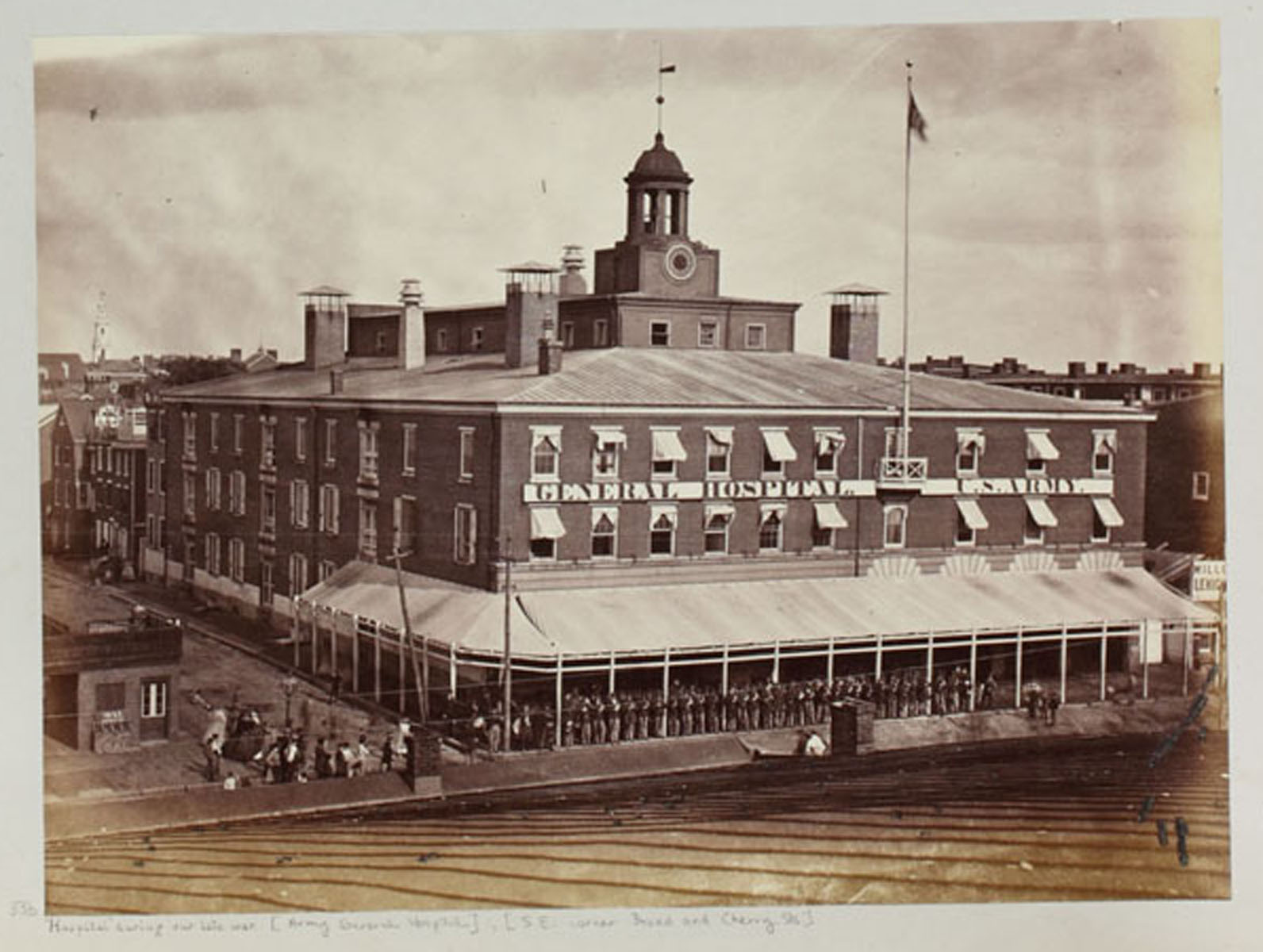
Un ospedale militare a Filadelfia nel 1862.

Dall'altra parte dello Stato l'industria metalmeccanica di Pittsburgh mise sul mercato quantità significative di armi e munizioni; il " Fort Pitt Works" alla periferia cittadina creò pezzi di ferro per obici e mortai giganti d'assedio, tra i più grandi cannoni esistenti allora al mondo.
La fonderia produsse 1.193 bocche da fuoco (il 15% della produzione totale d'artiglieria bellica statunitense) e quasi 200.000 proiettili. Altri complessi industriali importanti della zona compresero la "Singer, Nimick and Co." (produttrice del 3 "Ordnance rifles") e la "Smith, Park and Co." la quale produsse non meno di 300.000 proiettili d'artiglieria. Prese collettivamente le industrie di Pittsburgh crearono il 10% dell'intera produzione d'artiglieria e proiettili in tempo di guerra.

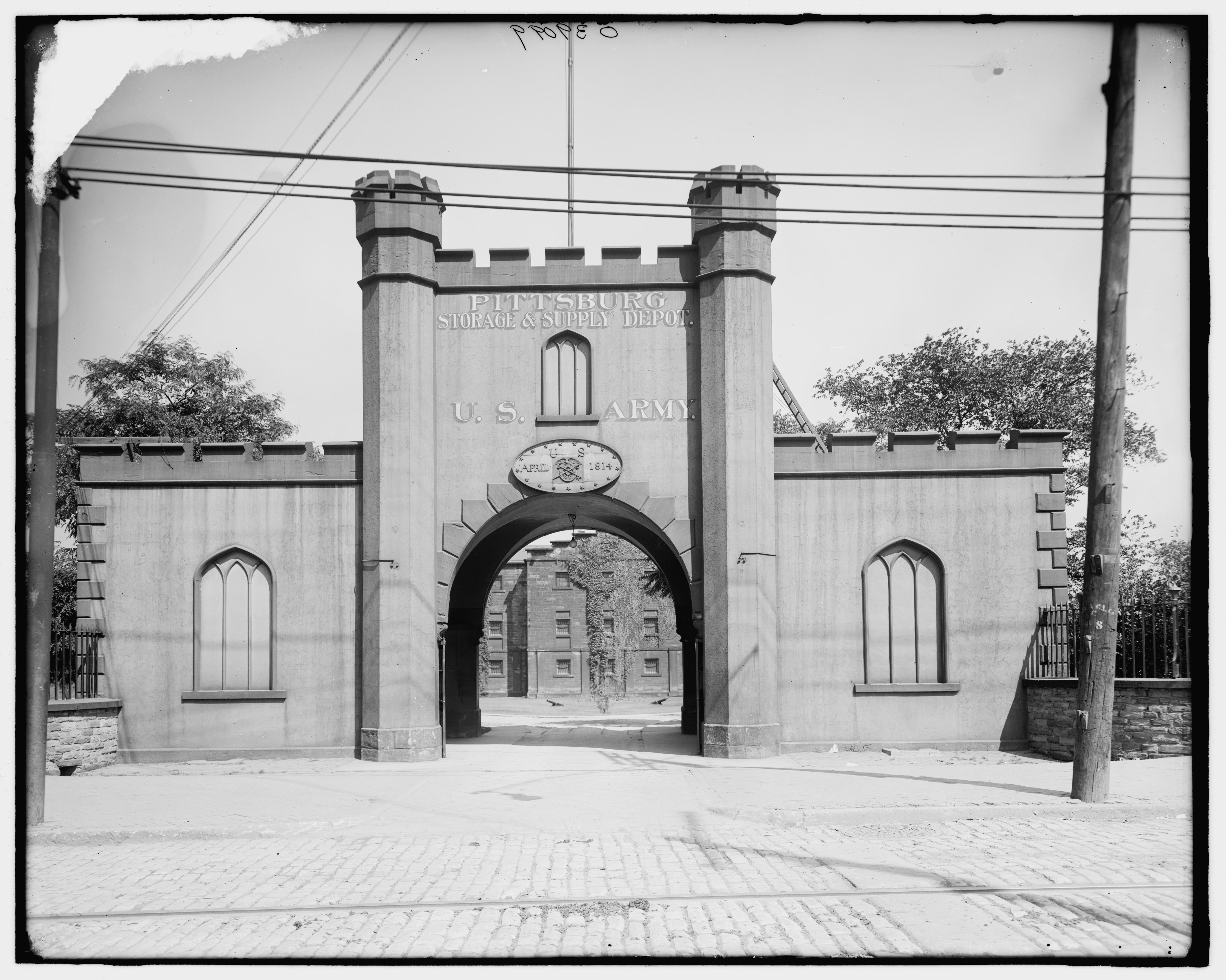
L'Allegheny arsenal di Pittsburgh in una foto del 1900.

L'Allegheny arsenal fu dal canto suo la principale struttura di produzione militare per gli equipaggiamenti dell'esercito, così come di selle ed altre attrezzature di cavalleria; raggiunse inoltre la cifra di 40.000 proiettili e cartucce prodotte quotidianamente (oltre 14 milioni all'anno) e fornendo così tra il 5 e il 10% del fabbisogno annuale di munizioni per armi di piccolo calibro.

Cinque arieti/speroni navali di classe Ellet vennero convertiti a Pittsburgh da rimorchiatori civili quali erano; in aggiunta saranno costruite 4 navi corazzate dalla chiglia in su: la USS Manayunk (rinominata in seguito USS Ajax (1864)), la USS Marietta (1864) della Marietta-class monitor, la USS Sandusky e la USS Umpqua (1865). I laminatoi cittadini fornirono l'armatura per molte delle corazzate che vennero costruite a New York e a Filadelfia.

## Operazioni militari

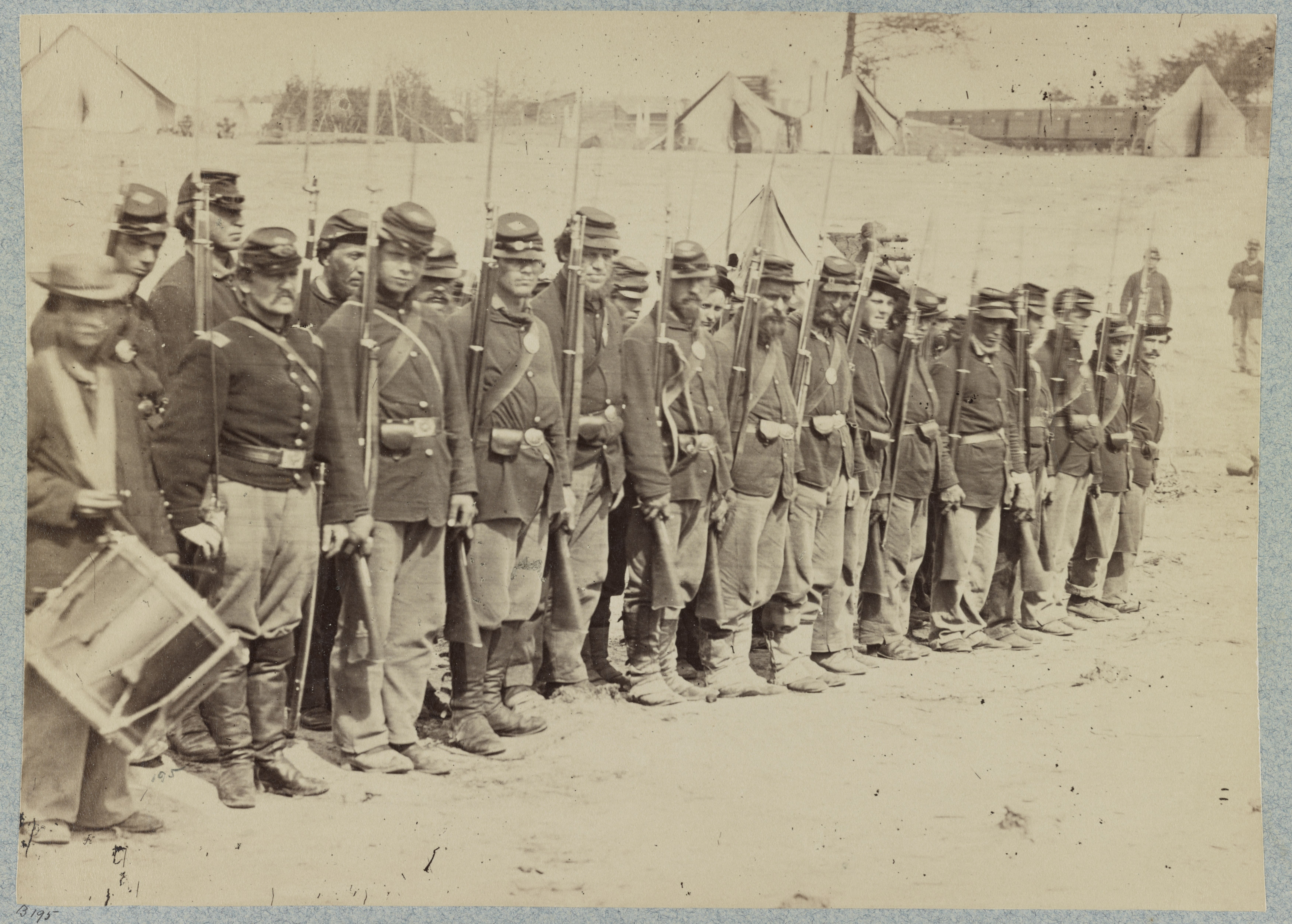
La 110th Pennsylvania Infantry dopo la battaglia di Fredericksburg.

Come risultato del suo ruolo vitale in quanto fonte di materie prime e alla sua vicinanza alla Linea Mason-Dixon lo Stato fu oggetto e parte attiva di numerose incursioni da parte delle forze secessioniste. Queste includeranno gli attacchi dei cavalleggeri guidati da James Ewell Brown Stuart nel biennio 1862-1863, di John Daniel Imboden ancora nel 1863 e di John McCausland Jr. nel 1864 e nella qual occasione le sue truppe diedero fuoco al'intera città di Chambersburg.
I primi seri timori in tal senso iniziarono a palesarsi e ad essere sollevati a Pittsburgh già nell'estate del 1863, quando il Raid di Morgan si avvicinerà pericolosamente ai confini pennsylvani prima che potesse venire ostacolato dal confinante Ohio nella guerra di secessione americana.
Il territorio statale vide svolgersi al suo interno la sanguinosa battaglia di Gettysburg del 1°-3 luglio 1863, svoltasi nei pressi della cittadina di Gettysburg. Molti storici giungono a considerare questo scontro come un importante punto di svolta della guerra di secessione americana. I caduti federali riposano al Cimitero nazionale di Gettysburg, sito che ospitò il celebre Discorso di Gettysburg pronunziato dal presidente degli Stati Uniti d'America Abraham Lincoln nel novembre seguente.
Un certo numero di scontri minori vennero combattuti nello "Stato di Keystone" (denominazione originaria della Pennsylvania), tra cui la Battaglia di Hanover, la Battaglia di Carlisle, la Battaglia di Hunterstown e la Battaglia di Fairfield, avvenuti tutti durante la Campagna di Gettysburg.
La città di York divenne il più grande centro urbano settentrionale a venire temporaneamente occupato dalle truppe confederate quando la Divisione di Jubal Anderson Early ne prese il controllo verso la fine di giugno del 1863 e richiedendo, per la sua liberazione, il pagamento di un cospicuo riscatto in denaro.

## Politica di guerra
Alle elezioni presidenziali del 1860 la Pennsylvania si espresse a favore di Abraham Lincoln (268.030 suffragi, il 56,3% dei voti espressi) su Stephen A. Douglas (178.765; il 37.5%), John C. Breckinridge (16.765; il 3.5%) e John Bell (12.776, il 2,7%).

Localizzazione di Gettysburg, nella Contea di Adams.

Nel corso della guerra civile la politica statale venne dominata dal Partito Repubblicano sotto la guida del governatore della Pennsylvania Andrew Gregg Curtin, un forte sostenitore della Presidenza di Abraham Lincoln. La zona estrema meridionale incluse un discreto numero di Copperheads ("teste di rame", gli esponenti del Partito Democratico fautori del "pacifismo a tutti i costi"), in particolare nella Contea di Fulton, nella Contea di Adams e nella Contea di York.
A livello nazionale Simon Cameron ricoprì il ruolo di Segretario alla Guerra durante il primo anno dell'amministrazione Lincoln. Il membro della Camera dei Rappresentanti Thaddeus Stevens divenne rapidamente una delle voci principali dei Radical Republicans e si dimostrò essere un falco per tutta la durata del conflitto, ma anche successivamente per le sue aspre opinioni nei riguardi dell'Era della Ricostruzione.

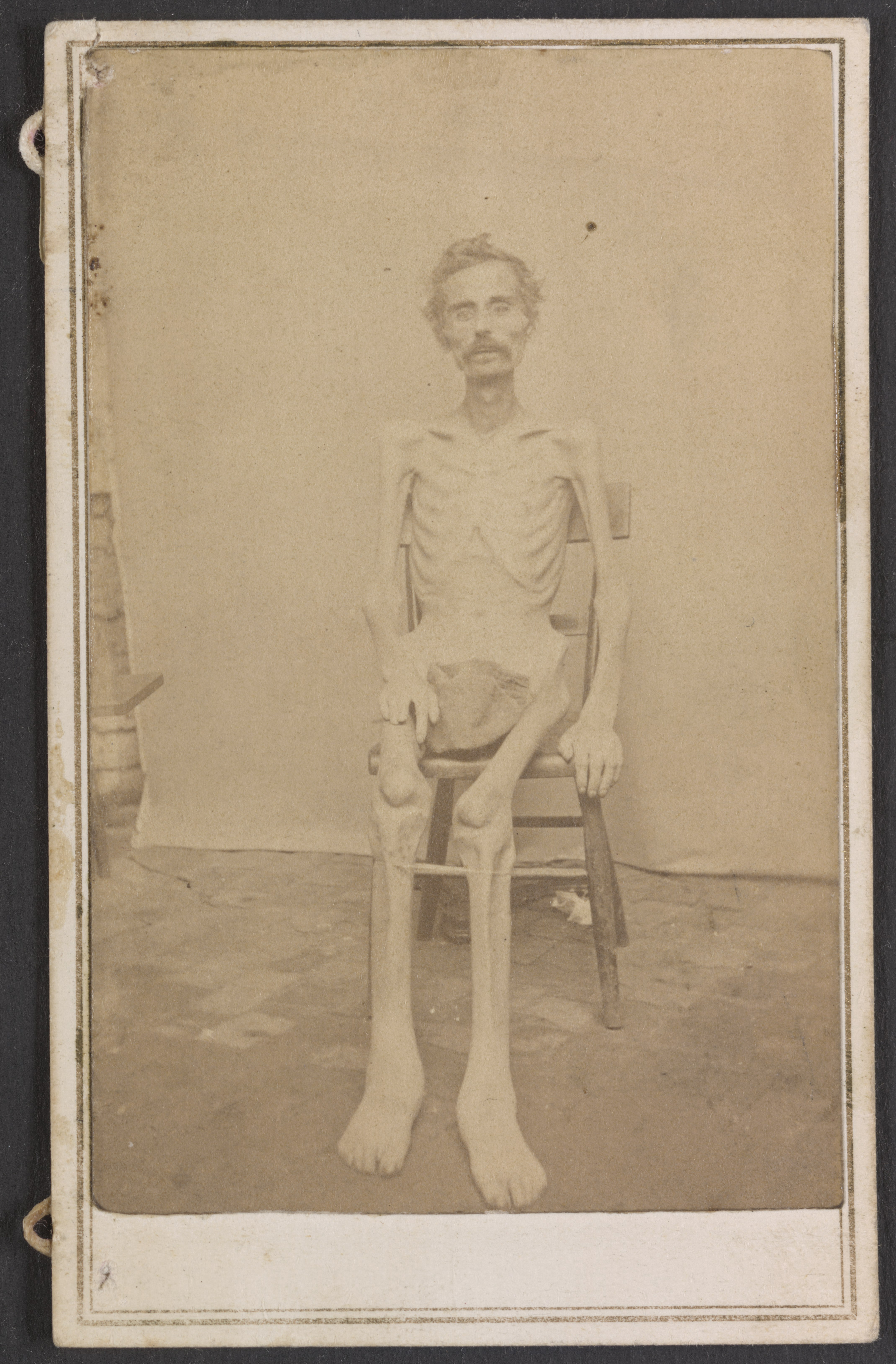
Un soldato della 31st Pennsylvania Volunteer Infantry dopo essere uscito da un campo di concentramento sudista.

Le "Stevens' Caledonia Iron Works" vennero bruciate dai secessionisti di Jubal Anderson Early durante la Campagna di Gettysburg in risposta diretta alla sua forte posizione a sostegno della tecnica della "terra bruciata" da far applicare nel Sud: verrà di lì a poco messa in atto da William Tecumseh Sherman nella sua Marcia verso il mare di Sherman.
Un soldato della Pennsylvania avrà l'occasione di parlare con una schiava, il cui marito era stato frustato, e rimase sconvolto da quello che ella dovette dirgli sulla pratica dello schiavismo; affermerà che:
A seguito della battaglia di Antietam svoltasi nell'autunno del 1862 13 governatori dell'Unione si riuniranno ad Altoona per prendere parte alla "Loyal War Governors' Conference". Tale incontro venne organizzato direttamente dal governatore Andrew Gregg Curtin ed il suo scopo primario fu quello di discutere la strategia, le quote da assegnare ad ogni Stato per il rifornimento di truppe e sull'unità nazionale in generale.
I governatori confermarono tutto il loro sostegno nei confronti dell'Unione, pur esprimendo le loro preoccupazioni per quanto riguardava la direzione dello sforzo bellico e le conseguenze del Proclama di emancipazione. Alla conclusione dei lavori si recarono alla Casa Bianca per conferire col presidente e trasmettergli le conclusioni a cui erano giunti.
Poche settimane dopo Lincoln sollevò George McClellan dall'incarico di comandante generale dell'esercito statunitense e dalla guida dell'Armata del Potomac (nei cui confronti i governatori avevano espresso tutte le loro perplessità), facendo poi pubblicare ufficialmente il proclama come "misura di guerra". All'inaugurazione del Cimitero nazionale di Gettysburg il presidente pronuncerà poi il celebre Discorso di Gettysburg.
Verso la fine del 1864 la maggioranza degli elettori pennsylvani si era raccolta attorno al presidente incumbent e sostenne la sua ricandidatura: alle elezioni presidenziali del 1864 assegneranno a Lincoln 296.292 suffragi, il 51,6% dei voti espressi, contro il Maggior generale G. B. McClellan il quale conquisterà 277.443 voti (il 48,4%).

### Leader statali

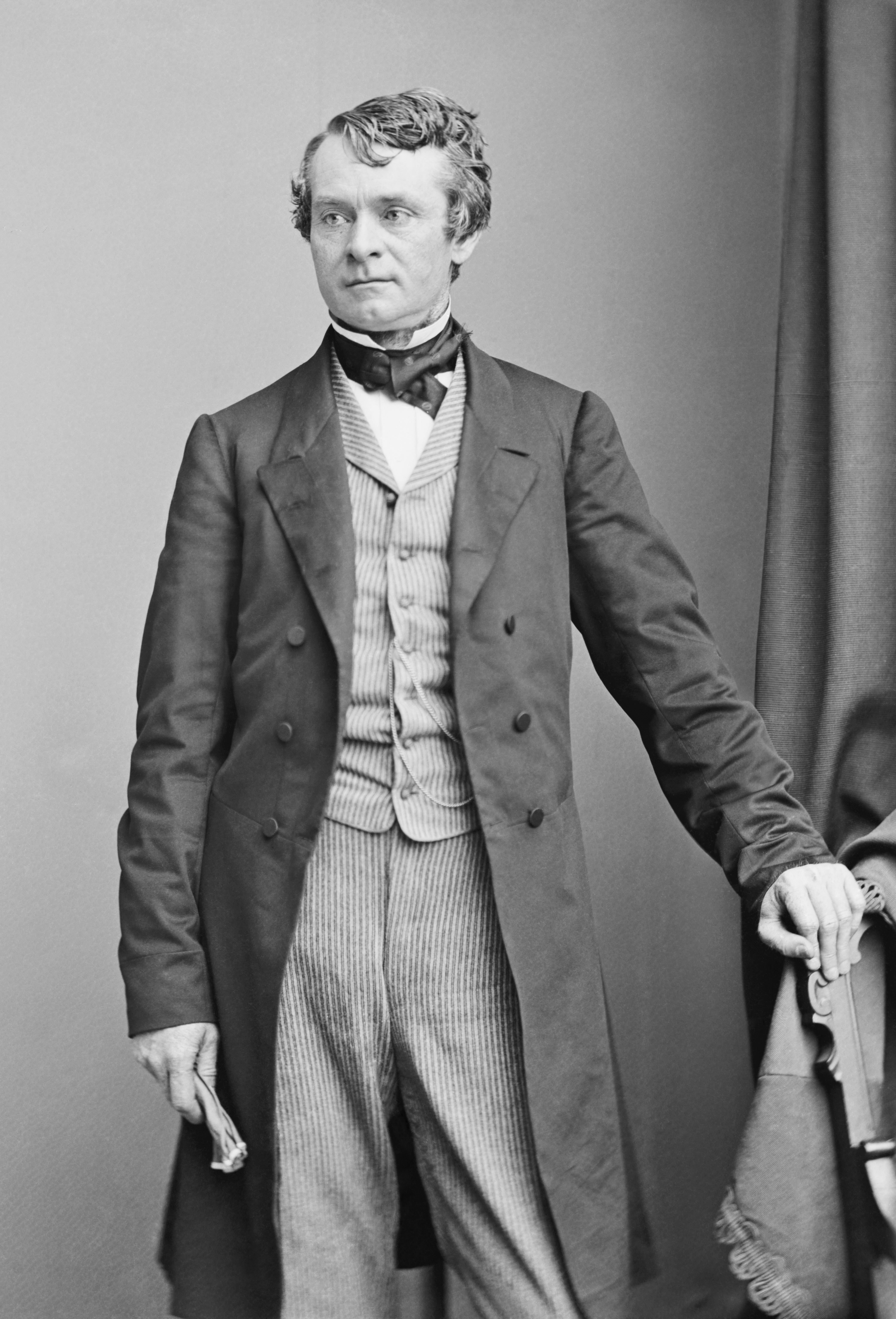
Governatore della Pennsylvania Andrew Gregg Curtin
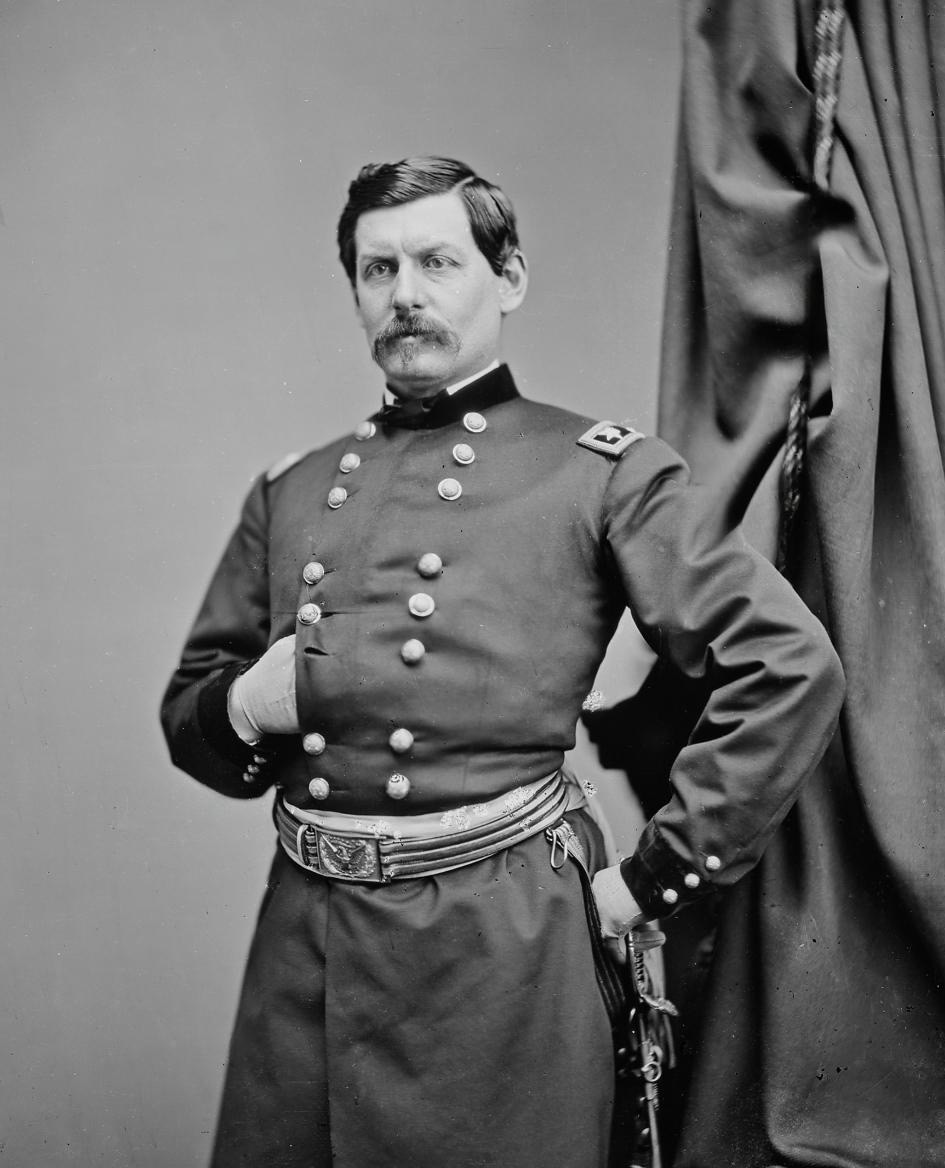
comandante generale dell'esercito statunitense George McClellan
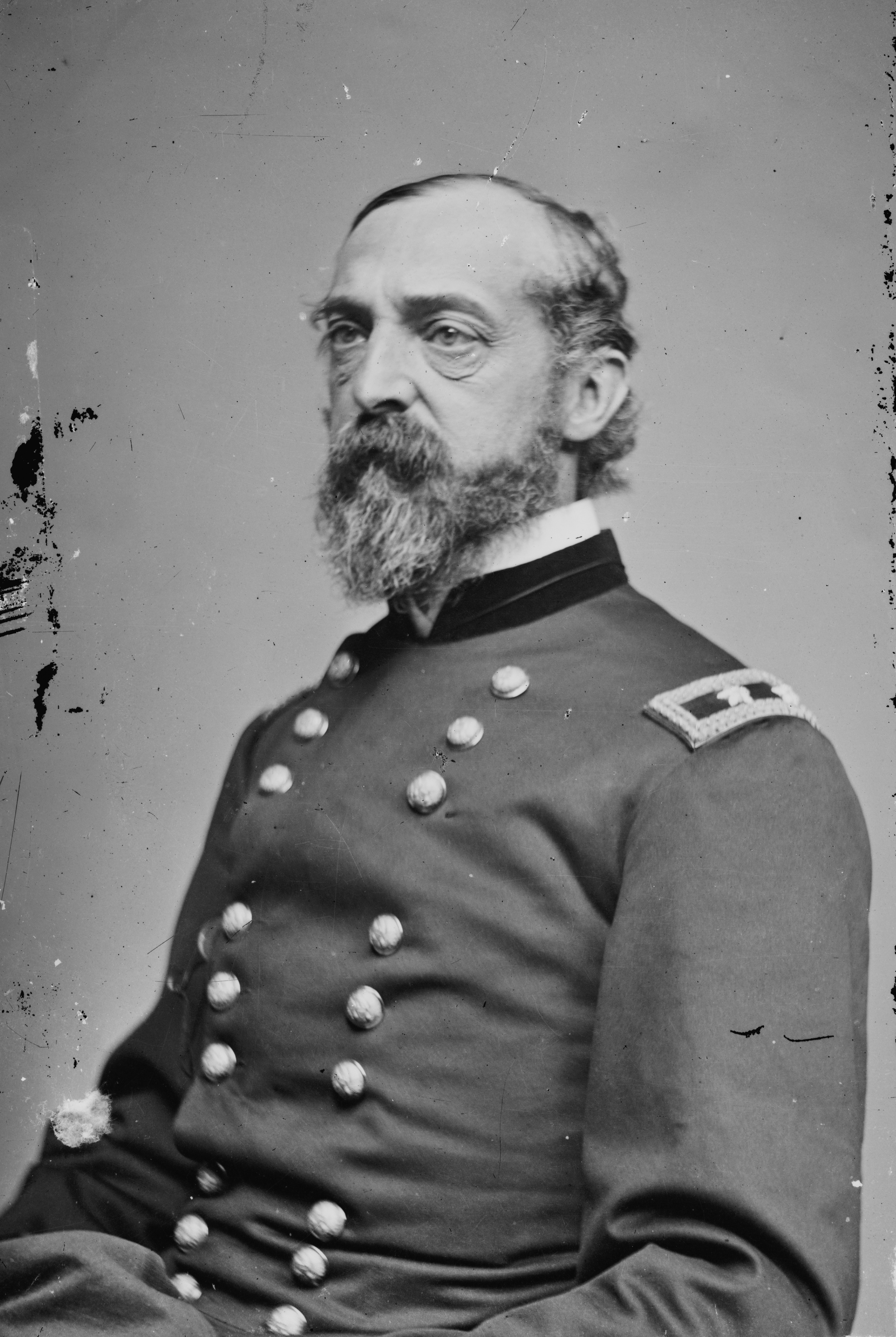
Maggior generale George G. Meade
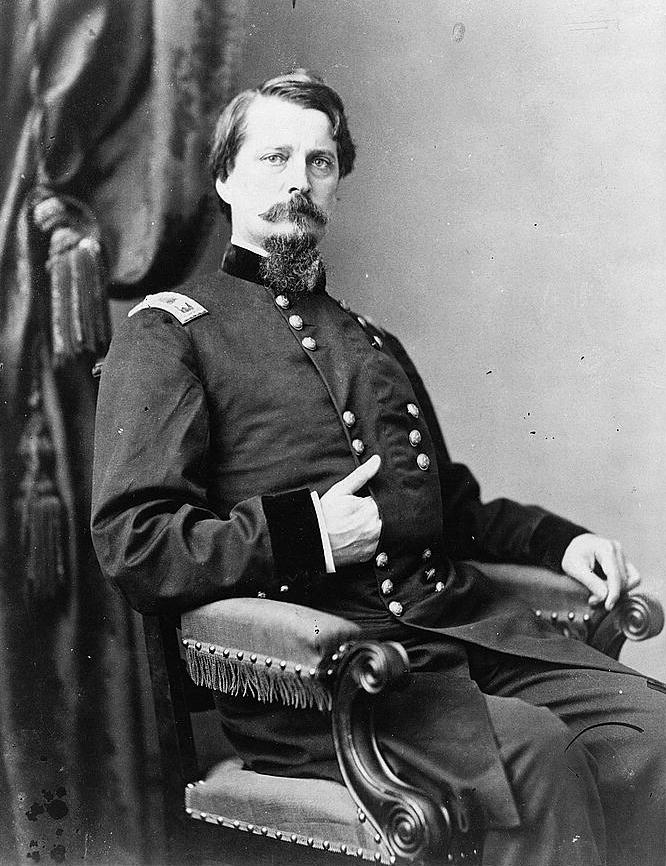
Maggior generale Winfield Scott Hancock
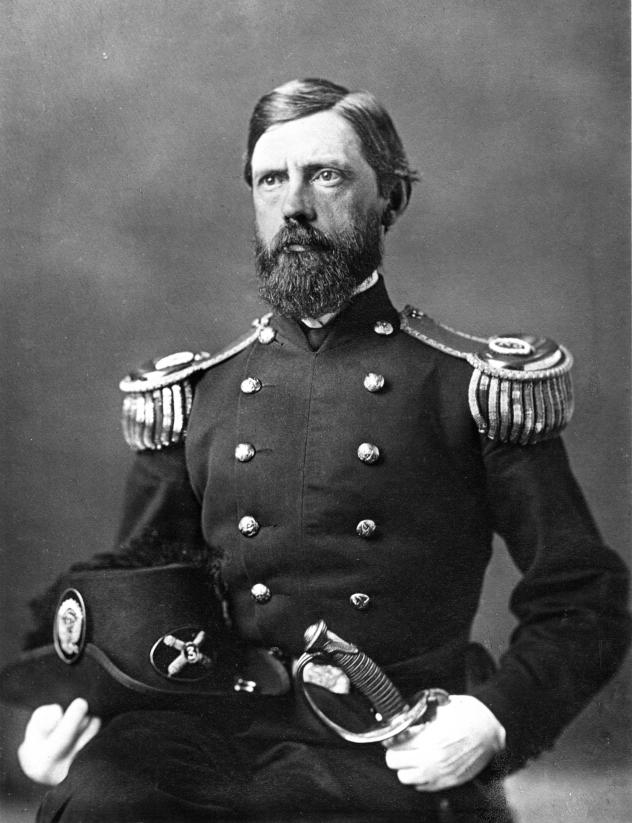
Maggior generale John Fulton Reynolds
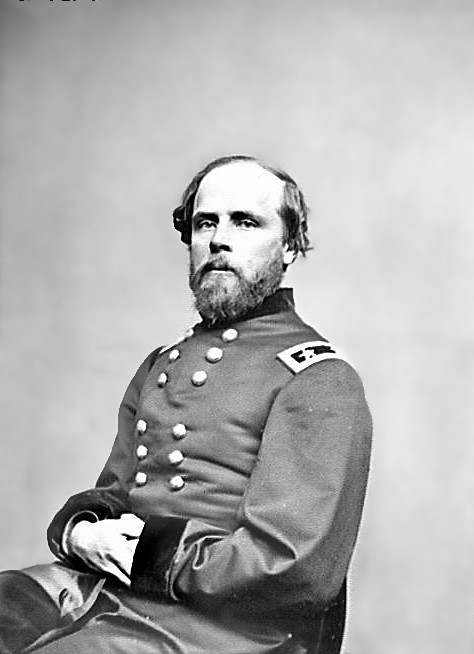
Maggior generale Darius Nash Couch
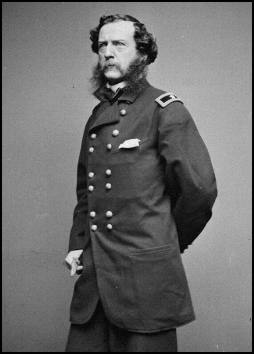
Maggior generale Samuel Wylie Crawford
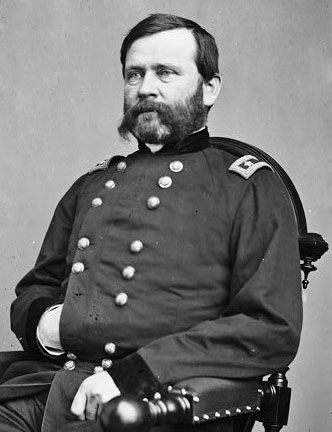
Maggior generale William Buel Franklin
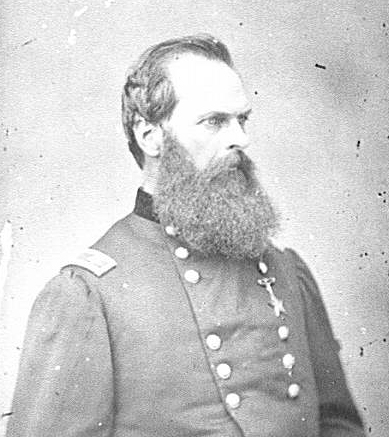
Maggior generale John White Geary
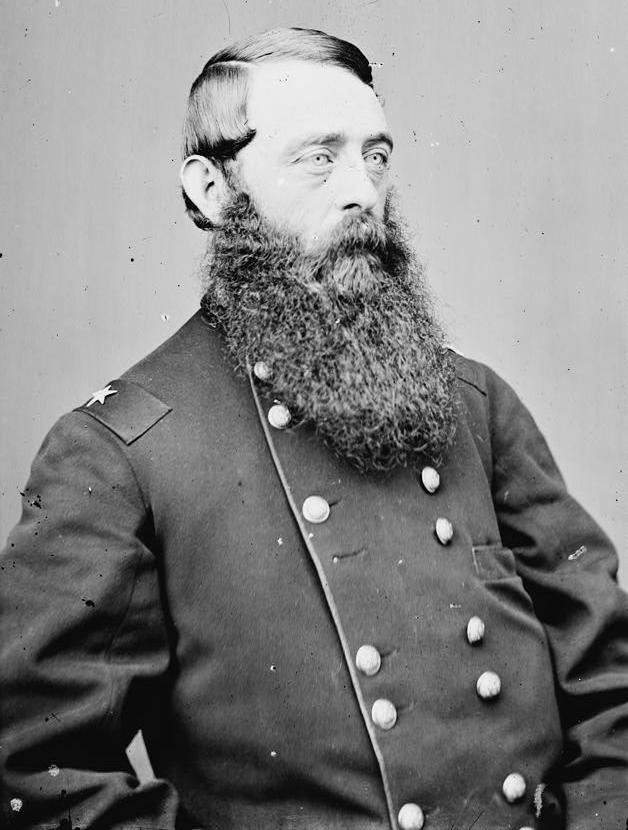
Maggior generale David McMurtrie Gregg
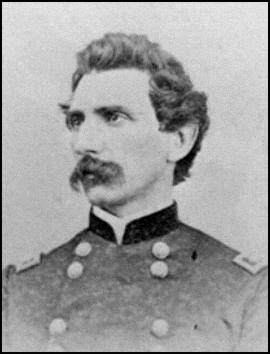
Maggior generale John Frederick Hartranft
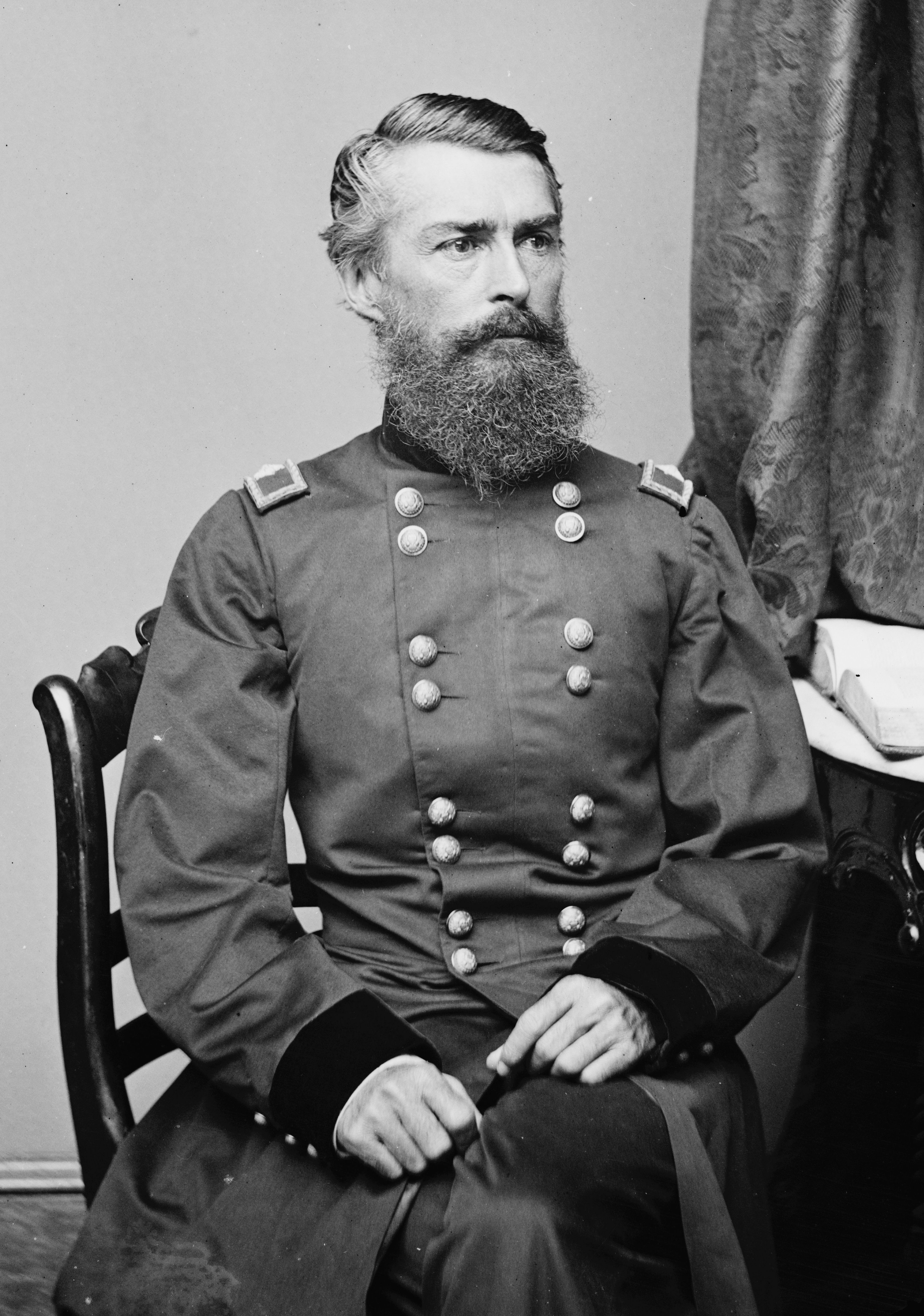
Maggior generale Herman Haupt
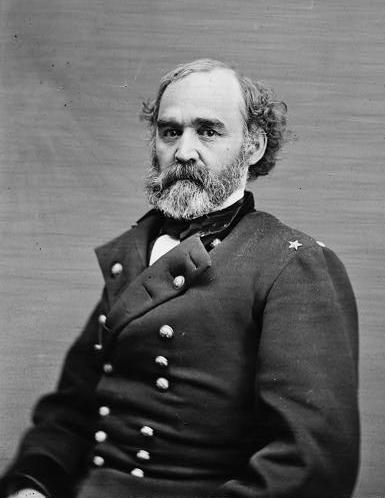
Quartiermastro Generale dell'United States Army Montgomery Cunningham Meigs
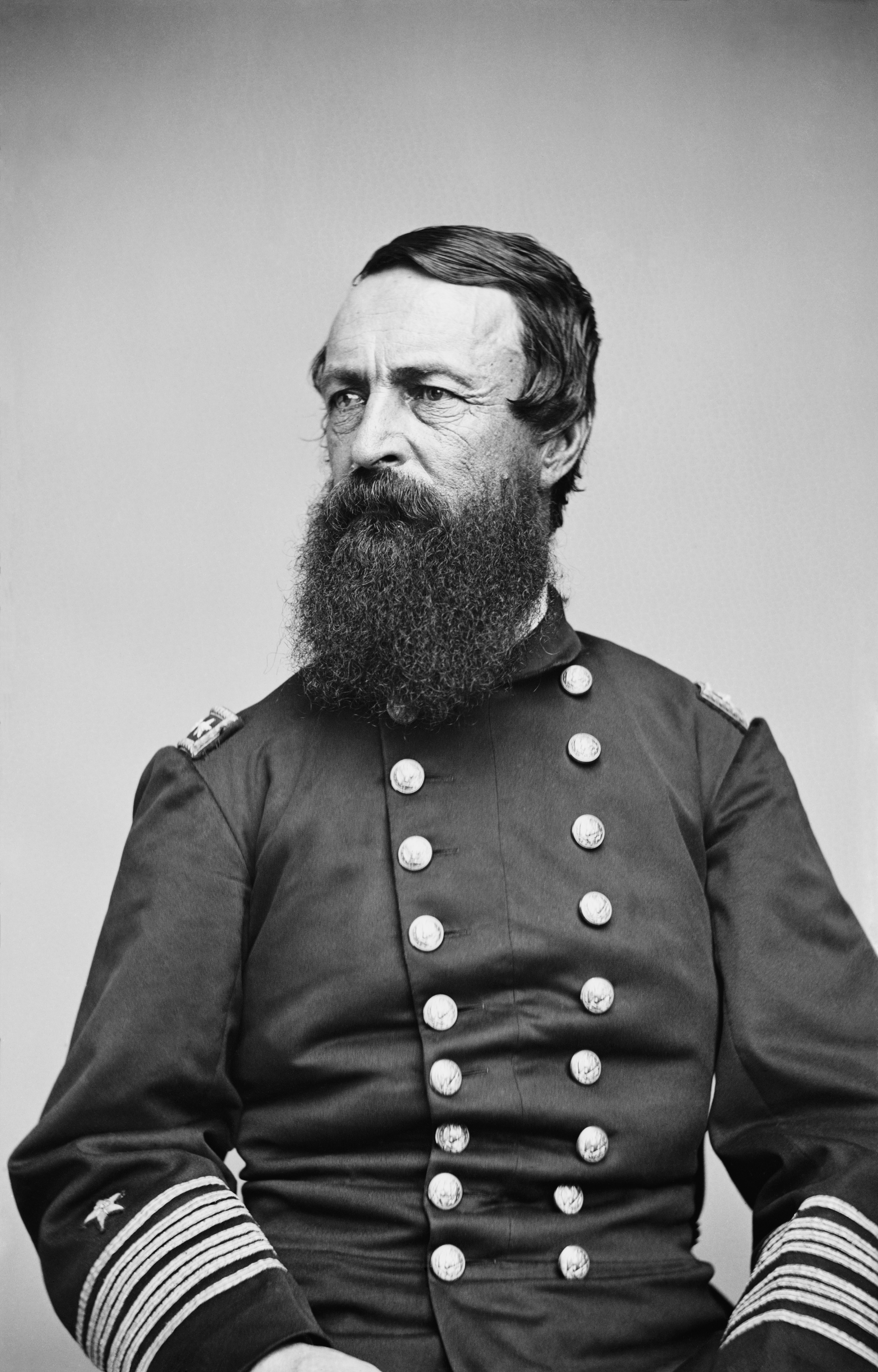
Ammiraglio David Dixon Porter
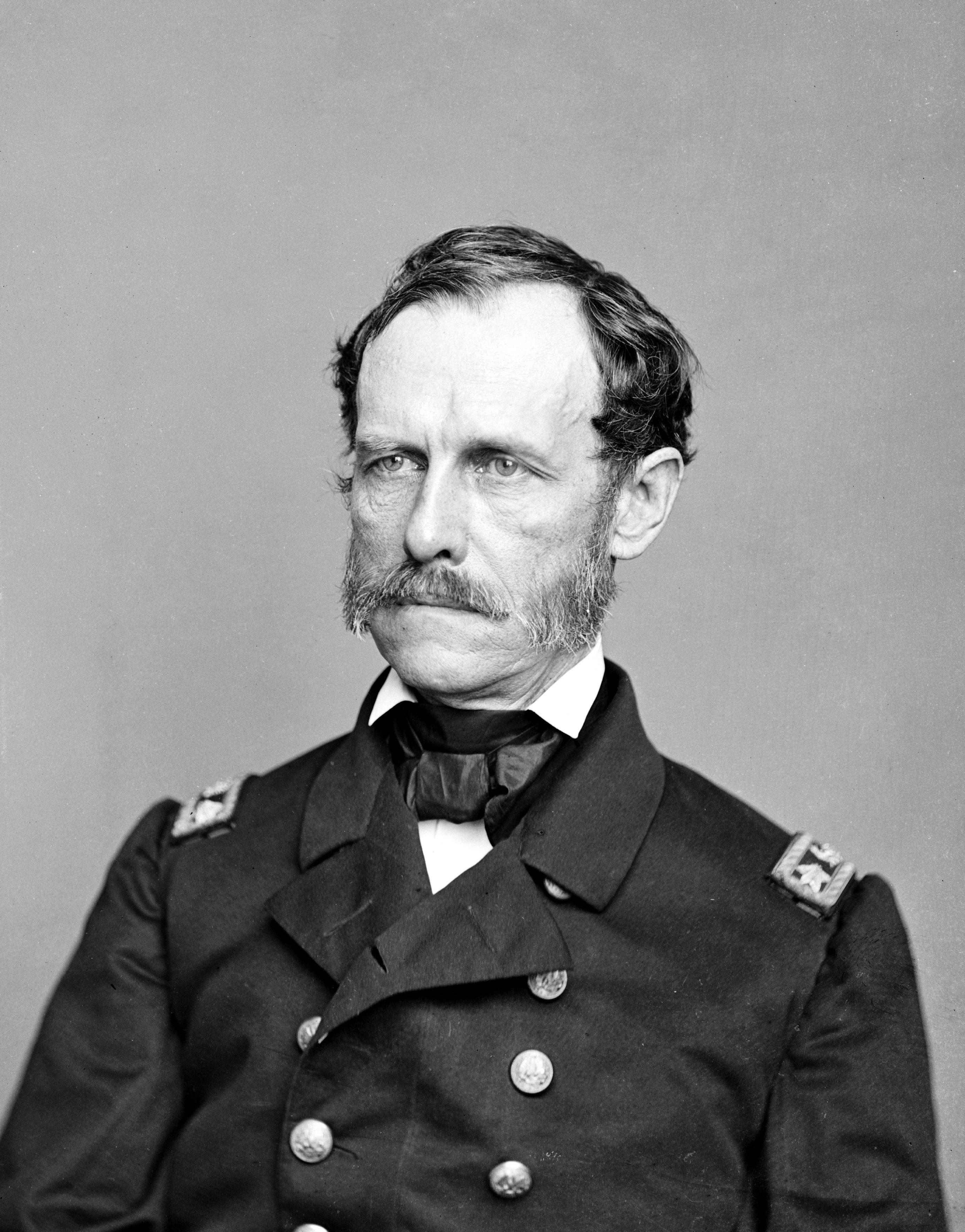
Retroammiraglio John Adolphus Bernard Dahlgren
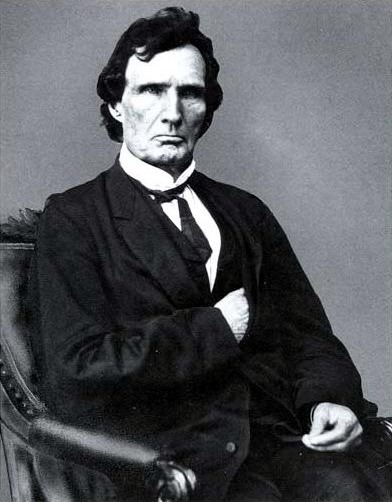
Politico dei Radical Republicans Thaddeus Stevens
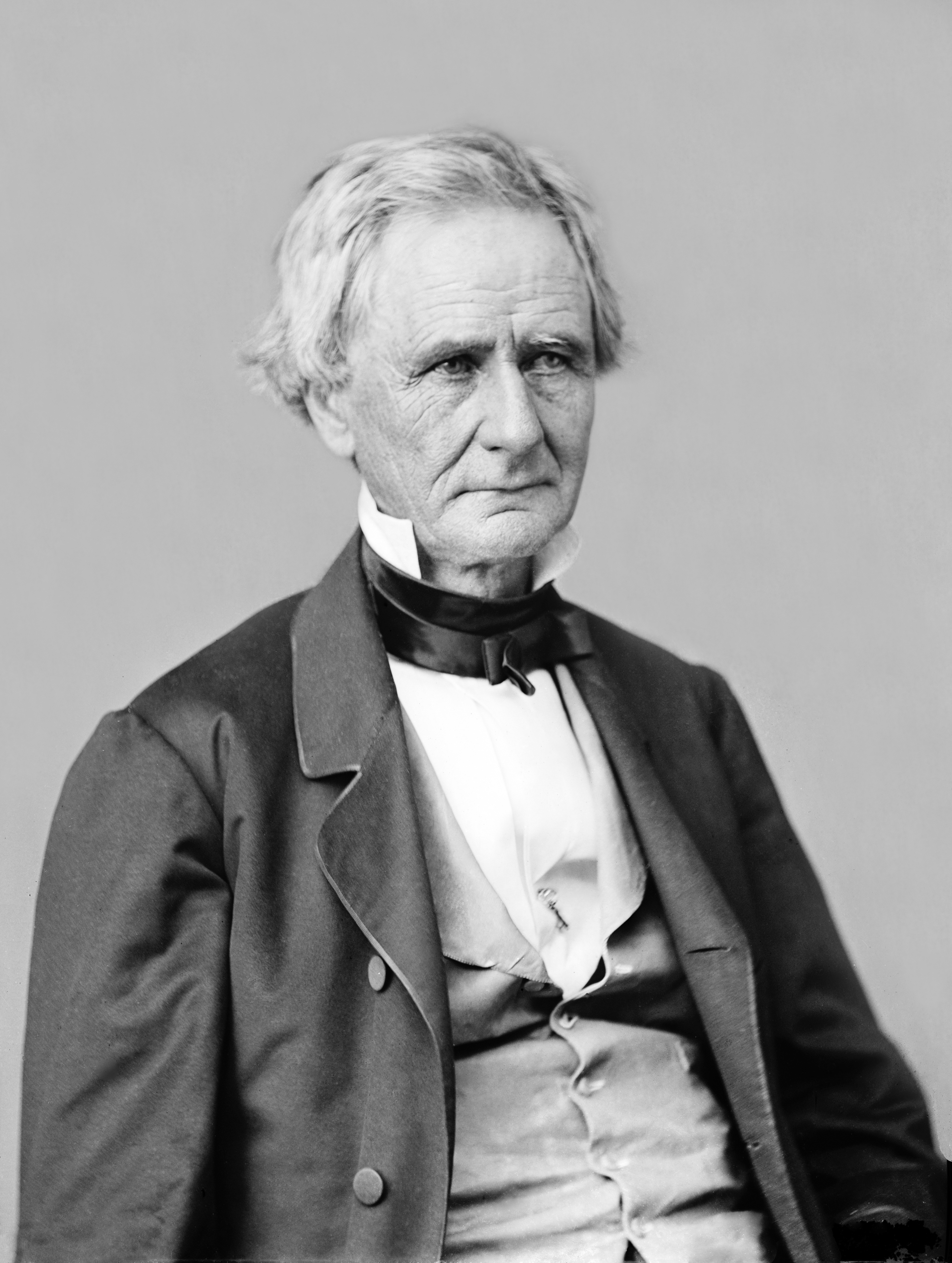
Segretario alla Guerra Simon Cameron

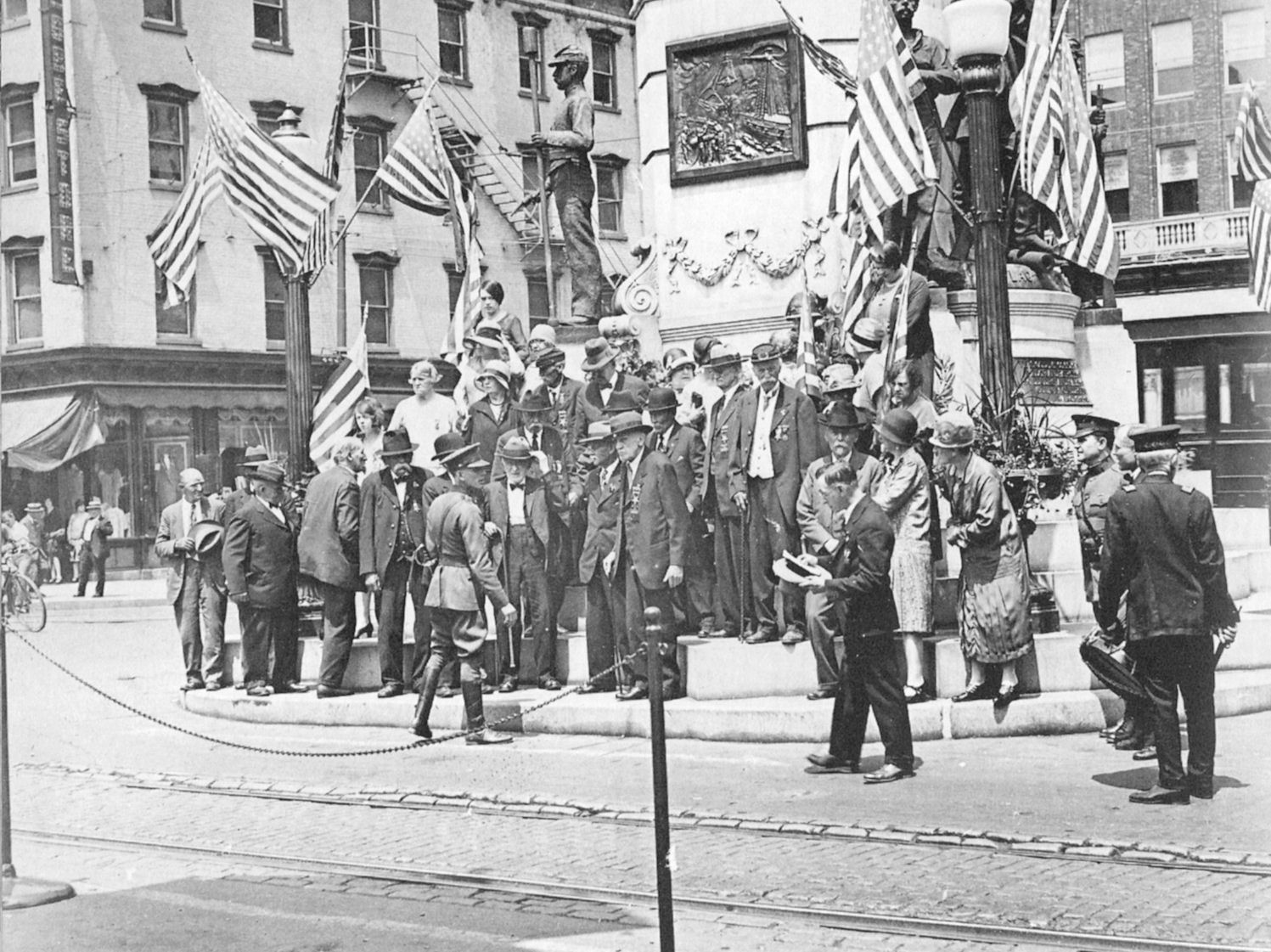
I veterani del 47th Regiment, Pennsylvania Volunteer Infantry ai piedi del Soldiers and Sailors Monument di Allentown (Pennsylvania) nel 1925.

## Preservazione e commemorazioni
Mentre la guerra continuava ancora ad infuriare a Gettysburg (Pennsylvania) erano già in corso degli sforzi tesi a preservare ampie porzioni del campo di battaglia per le generazioni future, come tributo dovuto a tutti quegli uomini che lì combatterono e morirono.

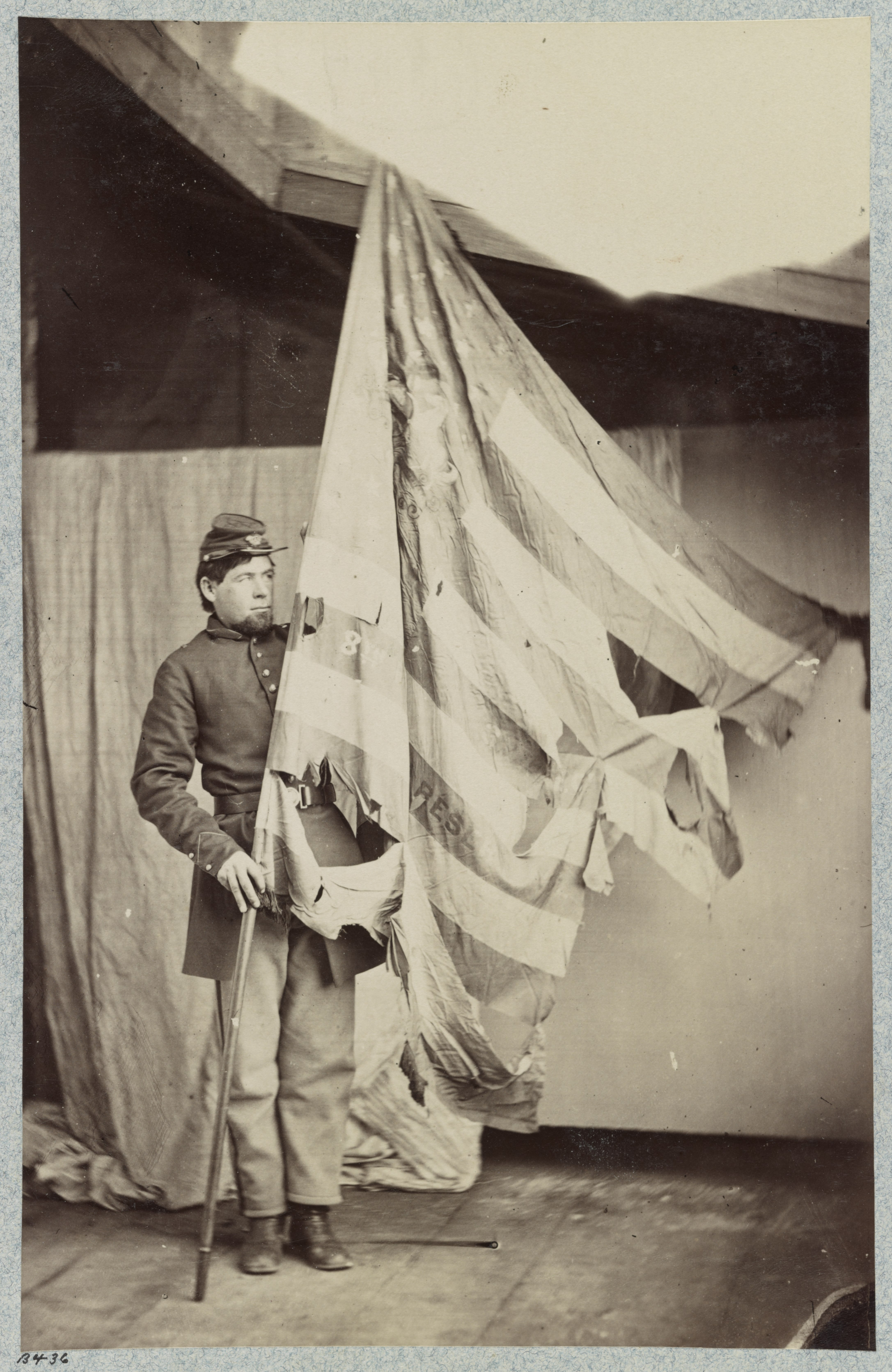
La bandiera della 37th Pennsylvania Infantry.

La Pennsylvania prese anche provvedimenti per preservare e registrare la storia di ogni reggimento e unità militari terrestri organizzate nello Stato, così come le chiamate al reclutamento e i singoli ruoli assunti.
Nel 1869 lo storico ufficiale governativo Samuel Penniman Bates Bert Barnett scrisse e diede alle stampe l'opera monumentale in 5 volumi intitolata  History of the Pennsylvania Volunteers, 1861-1865., che rimane il riferimento standard per le storie dei vari reggimenti e per le liste delle unità coinvolte.
L'archivio di Stato di Harrisburg conserva i registri militari della milizia di emergenza statale, oltre a diversi materiali sui reggimenti di volontari e sui componenti delle batterie d'artiglieria; ospita inoltre registrazioni su microfilm delle richieste per risarcimento dei danni subiti dalle persone individuali in diverse contee, delineando così le perdite delle loro proprietà e possedimenti personali requisiti dagli eserciti avversari durante la Campagna di Gettysburg.
Il "Pennsylvania Capitol Preservation Committee" mantiene e conserva poco meno di 400 delle bandiere di guerra storiche pennsylvane ( Pennsylvania's historic Civil War battle flags.). Lo "State Museum of Pennsylvania" ospita una vasta collezione di manufatti della guerra civile, oltre all'imponente dipinto di Peter Frederick Rothermel sulla battaglia di Gettysburg.
Il "National Civil War Museum" di Harrisburg è uno dei principali siti interpretativi del paese sul conflitto, ed il "Visitors Center" del "Gettysburg Battlefield" contiene migliaia di reperti, tra cui la più vasta collezione di armi dell'epoca in Pennsylvania.

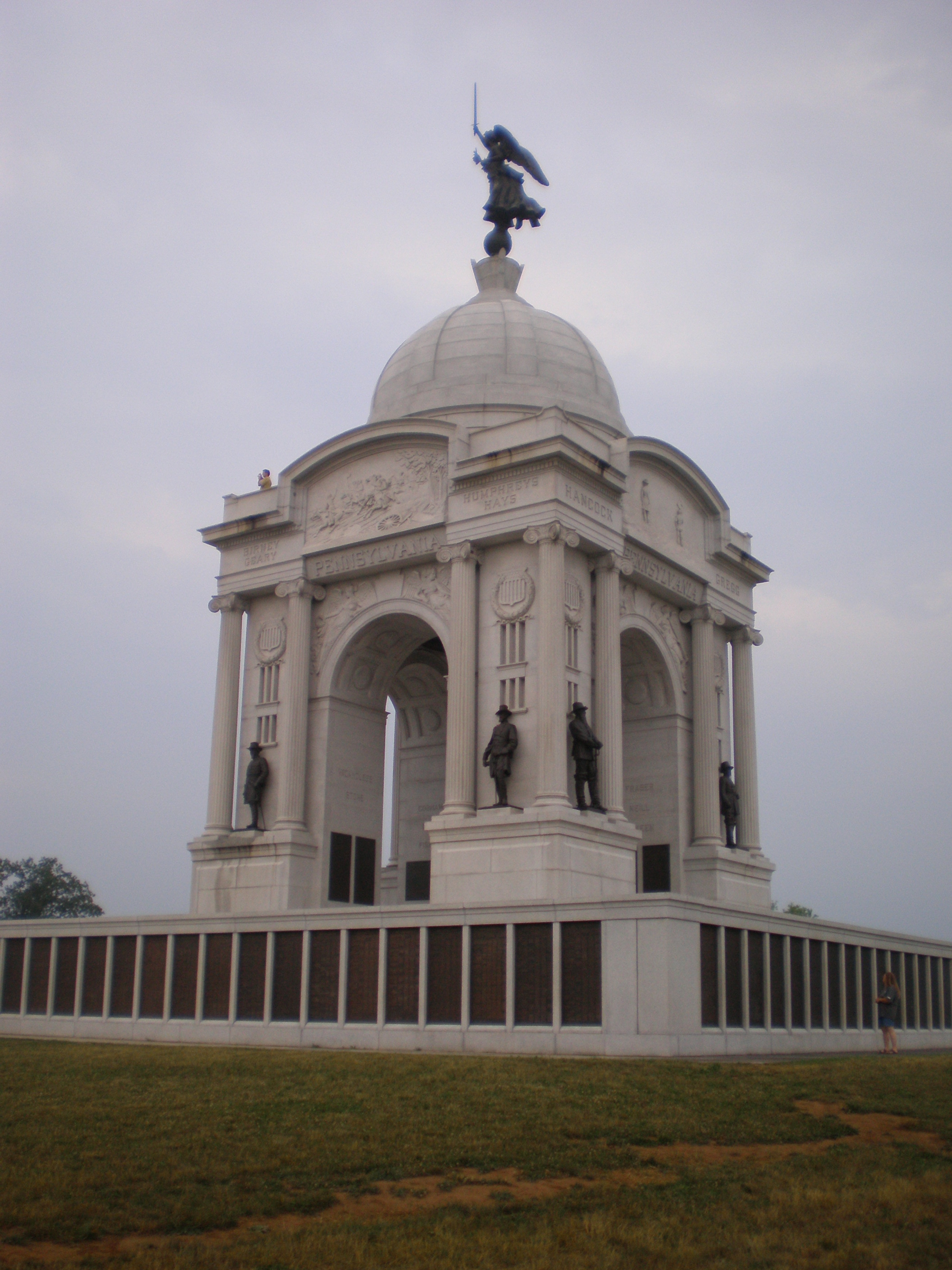
Il Pennsylvania Monument fatto erigere nel Gettysburg National Military Park.

Altri musei legati alla guerra civile sono sparsi in tutto il territorio, così come gli archivi di contea e centinaia di monumenti commemorativi e storici; un imponente memoriale sponsorizzato dallo Stato si trova all'interno del Gettysburg National Military Park: rende onore ai soldati e ai leader della Pennsylvania.

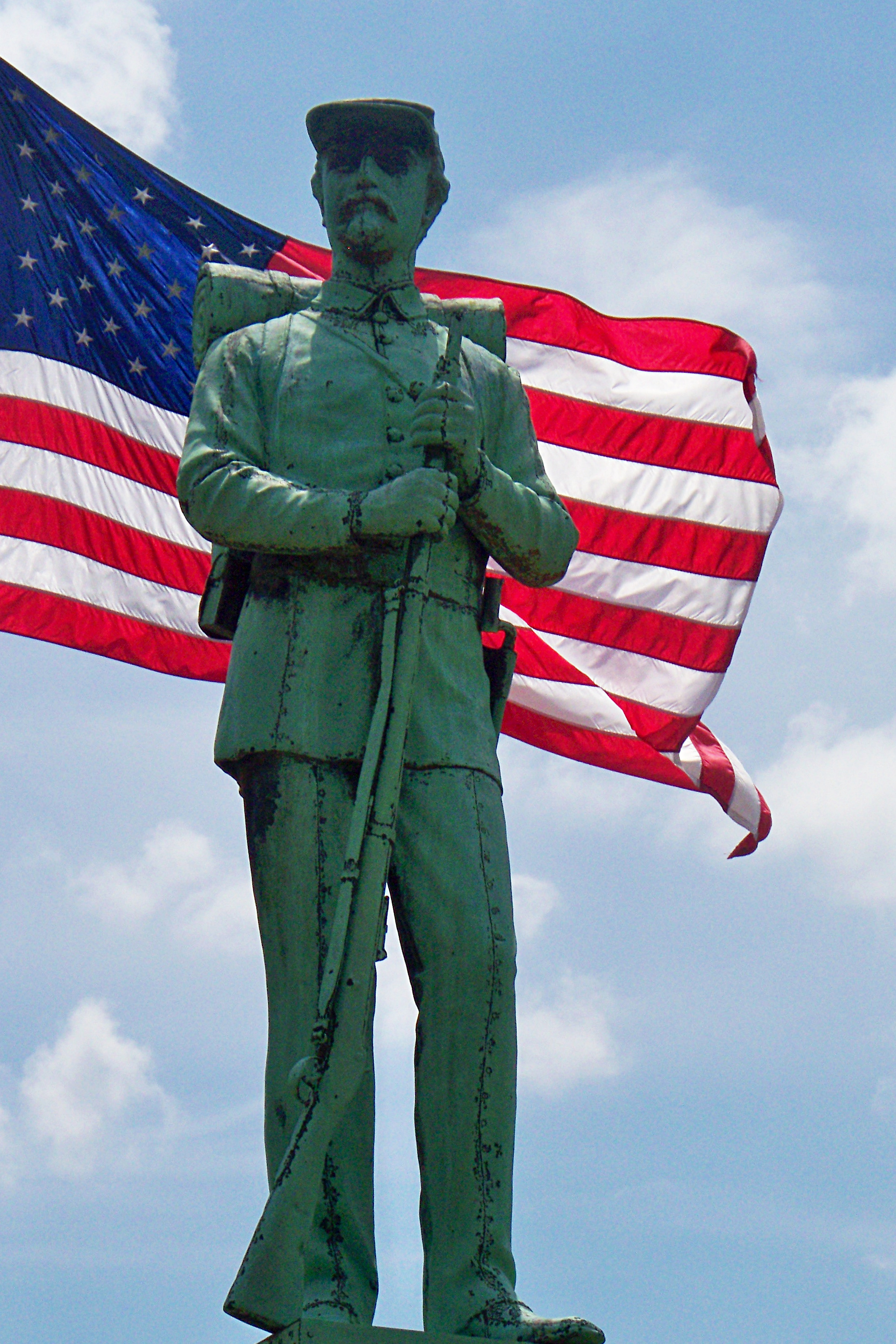
Il Civil War monument al cimitero Richland di Dravosburg.

### Altre letture
- Bates, Samuel P., Military History of Pennsylvania, Philadelphia: T. H. Davis & Company, 1876.
- Black, Samuel W., ed. The Civil War in Pennsylvania: The African American Experience (Pittsburgh: Pennsylvania Heritage Foundation, 2013). 239 pp. con molte illustrazioni.
- Blair, William and William Pencak, eds.,  Making and Remaking Pennsylvania's Civil War. URL consultato il 1º giugno 2018 (archiviato dall'url originale il 1º settembre 2006)., Penn State Press, 2001 ISBN 0-271-02079-2
- Giesberg, Judith Ann. Keystone State in Crisis: The Civil War in Pennsylvania (Mansfield: Pennsylvania Historical Association, 2013) 96 pp.  online review.
- Neely, Mark E., Jr., "Civil War Issues in Pennsylvania: A Review Essay," Pennsylvania Magazine of History and Biography 135 (Oct. 2011), 389–417; historiography
- Sauers, Richard A., Advance the Colors: Pennsylvania Civil War Battle Flags, Harrisburg: Capitol Preservation Committee, 1991.